# Mordellistena hirtipes
Mordellistena hirtipes là một loài bọ cánh cứng trong họ Mordellidae. Loài này được Schilsky miêu tả khoa học năm 1895.